# Elecciones legislativas francesas en Comoras de 1973
Las elecciones a la Asamblea Nacional Francesa se llevaron a cabo en las Comoras el 4 de marzo de 1973 como parte de las elecciones parlamentarias francesas más amplias . El resultado fue una victoria para la Lista de la República Francesa, que obtuvo ambos escaños. Los escaños fueron ocupados por Mohamed Dahalani y Mohamed Ahmed.